# Nowiny Brdowskie
Nowiny Brdowskie – wieś położona w Polsce, w województwie wielkopolskim, w powiecie kolskim, w gminie Babiak.
W latach 1975–1998 miejscowość administracyjnie należała do województwa konińskiego.

## Położenie
Miejscowość położona jest na południe od drogi wojewódzkiej nr 263 (Dąbie – Kłodawa – Babiak – Sompolno – Ślesin – Słupca) i na zachód od drogi wojewódzkiej nr 270 (Koło – Brdów – Izbica Kujawska – Lubraniec – Brześć Kujawski), przy drodze lokalnej Brdów – Nowiny Brdowskie – Lipie Góry.
Miejscowość oddalona jest 3,5 km na południe od centrum Brdowa, północną granicę Nowin Brdowskich stanowi ul. Kłodawska (dawniej Ostrowy Brdowskie), która wchodzi w skład Brdowa. Wieś położona jest 6 km na zachód od Babiaka, 17 km na północny wschód od Koła, 140 km na wschód od stolicy województwa – Poznania i 170 km na zachód od stolicy kraju – Warszawy.
Nowiny Brdowskie położone są w głębi lasu.

## Demografia i infrastruktura
W 2025 roku Nowiny Brdowskie zamieszkiwało około 60 osób. Liczba zabudowań wynosiła około 20 budynków mieszkalnych.
 Źródła

## Historia

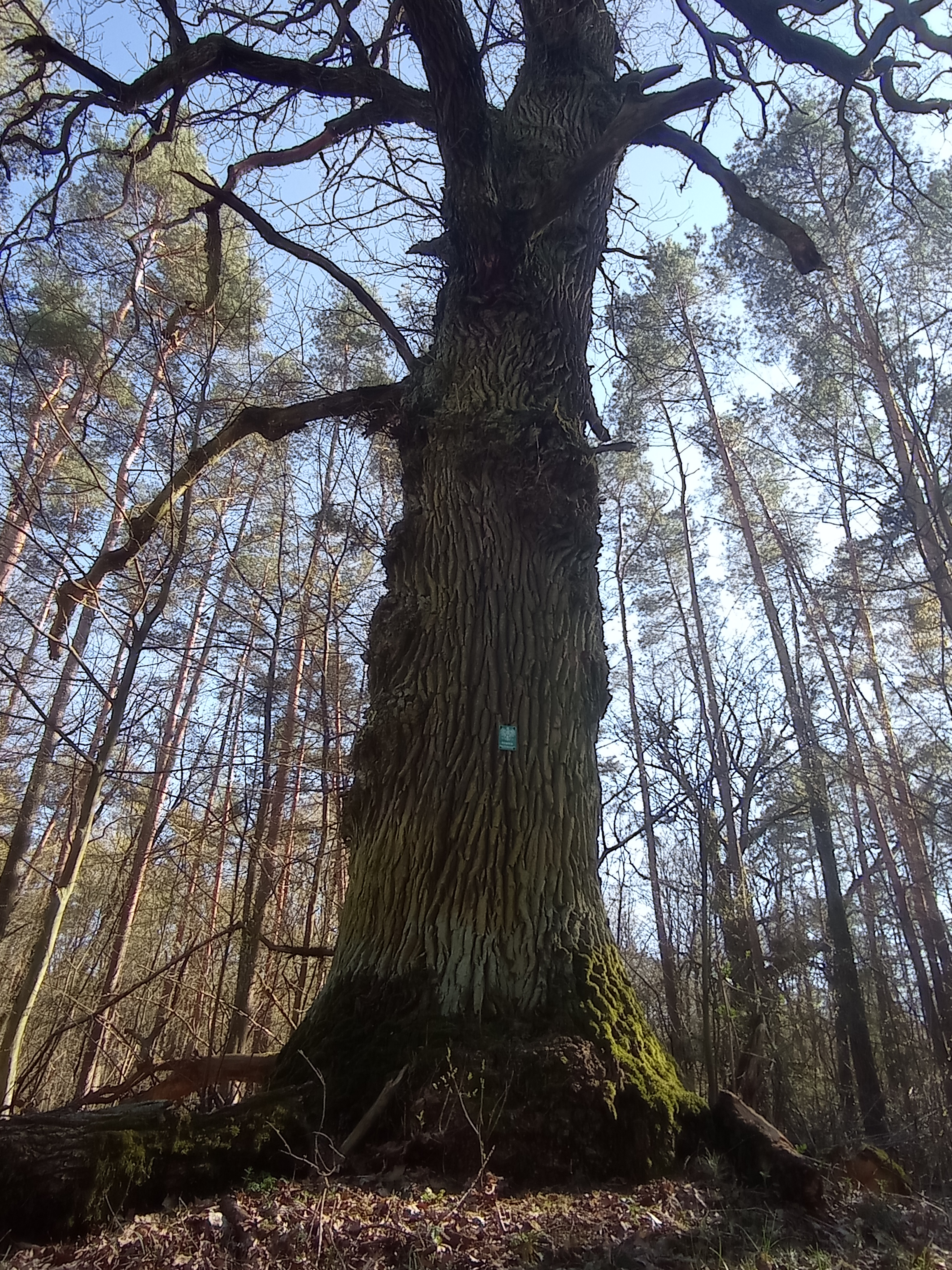
Tzw. gruby dąb – najokazalszy z nowińskich pomników przyrody

Jedna z legend mówi, że przez Nowiny Brdowskie biegł szlak, przez który przejeżdżali królowie. Do dziś droga gminna Nowiny Brdowskie–Osówie, biegnąca przez wieś, zwana jest przez mieszkańców traktem, rośnie przy niej kilka starych dębów o statusie pomnika przyrody. Drzewa te liczą zapewne od 600 do 300 lat. Z ustnych przekazów mieszkańców wynika, że przed II wojną światową kilkusetletnie drzewa występowały znacznie liczniej, lecz zostały wycięte przez Niemców i wykorzystane na surowiec. 

### Wiek XIX
Wieś została założona na południe od Brdowa, na terenie leśnym, najprawdopodobniej po pierwszym uwłaszczeniu chłopów w Królestwie Kongresowym, co miało miejsce 2 marca 1864 roku. Nazwa miejscowości prawdopodobnie pochodzi od osuszonych terenów podmokłych i wykarczowanych lasów przeznaczonych na cele rolnicze, zwanych niegdyś nowiznami. Drugi człon nazwy wsi Brdowskie pochodzi od pobliskiego miasta Brdowa.

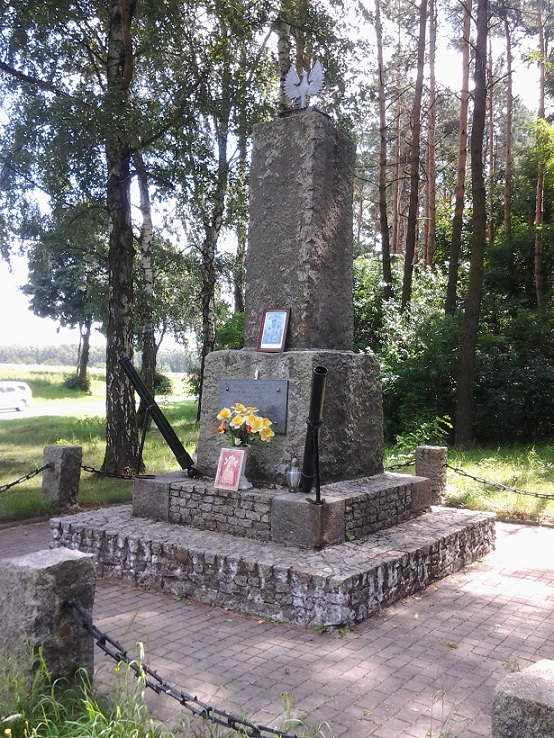
Pomnik Powstańców Styczniowych

29 kwietnia 1863 r. na terenie Nowin Brdowskich polskie oddziały powstańcze – dowodzone przez Francuza Léona Younga de Blankenheima – stoczyły przegraną bitwę z dwukrotnie liczebniejszymi oddziałami Moskali – dowodzonymi przez gen. Apostoła Spirydonowicza Kostandę. Bitwa w Nowinach Brdowskich, znana jako bitwa pod Brdowem, była jedną z większych bitew powstania styczniowego na pograniczu Kujaw i Wielkopolski. W walce zginęło około 70 powstańców po stronie polskiej; wszyscy polegli zostali pochowani na cmentarzu w Brdowie, a ich pochówek przybrał formę manifestacji patriotycznej. Miejsce bitwy zostało upamiętnione wtedy drewnianym krzyżem i tablicą pamiątkową. 

### Wiek XX
Na początku XX wieku wieś zamieszkiwało ponad 200 osób, w 1939 roku liczba ta wzrosła do około 300 mieszkańców. 

#### II wojna światowa
Podczas niemieckiej okupacji nazwa wsi została zmieniona na Neuhagen. Od 2 października 1940 do 1 stycznia 1942, z inicjatywy hitlerowców, we wsi działało getto wiejskie dla ludności żydowskiej. Mieszkańcy Nowin Brdowskich w październiku 1940 zostali wypędzeni pieszo do klasztoru w Brdowie, następnie przetrzymywani przez dwa dni w synagodze w Izbicy Kujawskiej, a potem przewiezieni do Koła na badania lekarskie. Zdrowych i młodych mieszkańców wsi wywieziono na przymusowe roboty w głąb III Rzeszy. Z kolei większość mieszkańców Nowin, którzy trafili do Brdowa przesiedlono do Babiaka. 
W założonym przez Niemców getcie w miejsce Polaków osiedlono 150 rodzin żydowskich z Koła i 50 rodzin żydowskich z Babiaka, było to łącznie ponad 900 osób.. Warunki mieszkaniowe w getcie były bardzo trudne, bowiem Żydzi musieli pomieścić się w 64 wiejskich chałupkach, składających się zaledwie z jednej lub dwóch izb. Z czasem przebudowano wiele stodół na domy mieszkalne. Niemcy pozostawili w getcie siedmiu polskich gospodarzy - pracowników leśnych, a Żydów wykorzystywali do przymusowych prac w polu i w lesie. 
Żydzi zorganizowali z czasem w getcie sklepy i piekarnie, handlowali z mieszkańcami okolicznych wsi, młodzież spędzała czas na grze w piłkę i inne gry. Sprawami administracyjnymi getta zajmowała się Rada Żydowska (Judenrat). Z zachowanych listów nadanych przez Radę Żydowską wynika, że zamierzali oni hodować: ziemniaki, żyto, tytoń, zioła lecznicze i inne warzywa. Inwentarz żywy składał się z kilku koni, kilkunastu kóz, ptactwa domowego; rozważano założenie hodowli drobiu. W jednym z domostw funkcjonowało ambulatorium świadczące drobną pomoc medyczną; zorganizowano m.in. szczepionki na tyfus.
W getcie Bugaj-Nowiny Brdowskie przebywał Mordechaj Podchlebnik - jeden z nielicznych uciekinierów obozu zagłady Kulmhof w Chełmnie nad Nerem. Na terenie getta w Nowinach Brdowskich zajmował się on handlem bydłem, a jego teść wytwarzał wędliny. Uzyskał on pozwolenie na pracę w Kole u szynkarza przez pięć dni w tygodniu. W getcie Bugaj-Nowiny Brdowskie przebywał także jego kuzyn - Mordke Podchlebnik, który uciekł do Krośniewic.
13 stycznia 1942 wszystkich pozostałych Żydów osiadłych w getcie, w liczbie około 600 osób, przewieziono do obozu zagłady w Chełmnie nad Nerem. Tam poddano ich masowej eksterminacji, razem z innymi Żydami i Cyganami z okolicznych miasteczek.
Po wywiezieniu Żydów z getta Bugaj-Nowiny Brdowskie domostwa zostały zabezpieczone i strzeżone przez Niemców, następnie rozsprzedane niemieckim rolnikom, wiele zostało zburzonych. To co pozostało po majątku Żydów zostało rozgrabione przez Niemców przesiedlonych z Besarabii do Kraju Warty. Po zakończeniu II wojny światowej zaledwie część dawnych mieszkańców, przesiedlonych w czasie funkcjonowania getta, powróciła do Nowin Brdowskich.  
Nie jest znana liczba ofiar getta w Nowinach Brdowskich. Jeszcze w latach 70. XX wieku istniała we wsi mogiła skrywająca szczątki zamordowanych. Współcześnie nie istnieje żadne miejsce pamięci poświęcone ofiarom getta w Nowinach Brdowskich, lecz Towarzystwo Przyjaciół Ziemi Brdowskiej zabiega o jego utworzenie. 

#### Lata 50. XX wieku
22 lipca 1958 r., staraniem komitetu obchodów 95. rocznicy bitwy pod Brdowem, odsłonięto w Nowinach Brdowskich pomnik oraz krzyż ku czci poległych powstańców styczniowych w walce o wolność Polski, którzy zginęli w czasie powstania styczniowego w 1863 r. Napis na tablicy pamiątkowej został skopiowany ze starszej tablicy istniejącej we wcześniejszym miejscu pamięci, które zlokalizowane było w faktycznym miejscu bitwy, około 500 metrów dalej w głąb lasu.

#### Lata 60. XX wieku

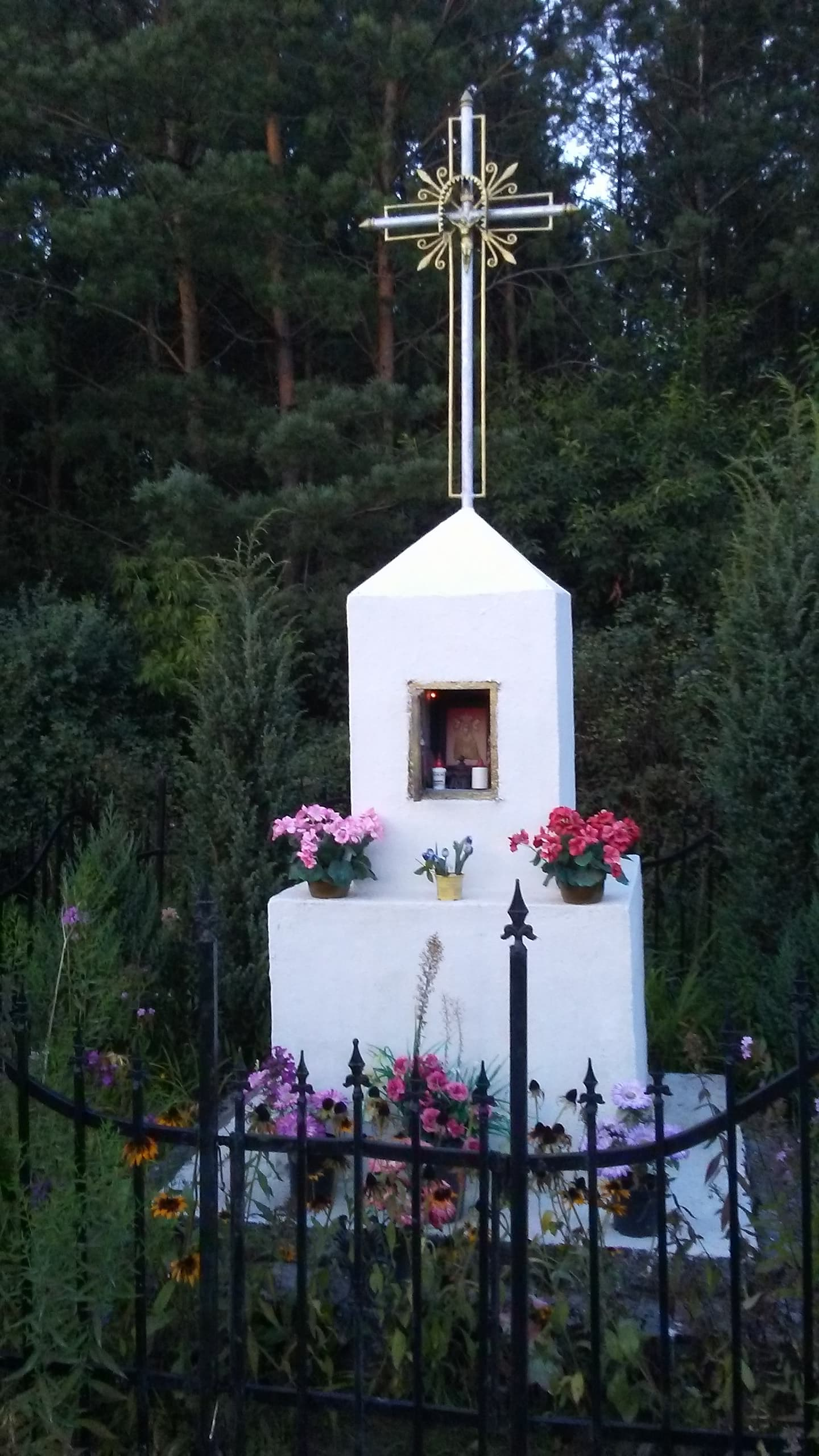
Kapliczka w Nowinach Brdowskich

W latach 60. XX wieku w miejscu drewnianej starszej kapliczki zaczęto wznosić kapliczkę murowaną. Fundatorzy - państwo Skoczylas - spotkali się z przeszkodami w jej budowie, gdyż o inicjatywie dowiedziały się władze komunistyczne. Skoczylasowie zostali postawieni przed sądem. Nie zniechęciło ich to jednak i dokończyli budowę kapliczki. Istnieje ona do dziś.  
W 1968 roku doprowadzono do wsi linię energetyczną.

### Wiek XXI
W 2021 roku dwa dęby: Mirosław i Maciej otrzymały status pomnika przyrody.
W latach 2022–2023 zbudowano we wsi pierwszą utwardzoną asfaltem drogę. 